# 纪祥
纪祥（1999年10月5日—），原名纪子承，男，山东济南人，中国大陆篮球教练员，为前职业男子篮球运动员纪敏尚与前职业女子篮球运动员薛建环之子，现为山东省三人篮球队助理教练。其亦曾是一名职业男子篮球运动员，司职小前锋，最终效力于CBA联盟的广东华南虎队。

## 生平

### 早年
1999年10月5日，纪祥出生于中国山东省济南市。在父亲纪敏尚的影响下，其自小便对篮球产生了兴趣；5岁时，其就已经在父亲的指导下进行篮球训练。
纪祥小学时就读于济南外国语学校，每逢放学便时常前往山东省体育训练中心练习篮球技术。2008年夏季，身高已达到1.55（5英尺1英寸）的纪祥参加了CBA球队山东金狮举办的第二届选秀训练营，并成为该项目的最小参与者。2010年，其父亲为其报名了《济南时报》“与基德亲密接触”社区篮球小子征集活动，并最终入选，获得“匹克球星中国行”济南站的参与资格；此时，其身高已达到1.62（5英尺4英寸）。
2012年夏季，纪祥入选了中国篮球协会的内部集训项目“苗苗集训营（队）”第一期。

### 梯队生涯
2013年，纪祥加入山东金狮三队。但不久后，其便因为过大的训练量而留下了一些伤病。之后，其在2015年随山东金星二队参加了全国篮球U17比赛。
2017年6月，纪祥随山东金星二队在当年的全国青年篮球锦标赛上获得冠军，而其本人则在总决赛中得到9分。8月，其又随队代表山东参加了中华人民共和国第十三届全国运动会，并最终获得男子篮球青年组比赛的亚军。

### 职业生涯
2018年夏季，纪祥报名参加了CBA选秀。最终，在该年度选秀大会上，其在第一轮第18顺位被广东华南虎选中。

#### 2018-19赛季（新秀赛季）
2018年10月30日，纪祥在常规赛第五轮对阵山东金星的比赛第四节剩余3分43秒时替补出场，之后在该节剩余54.6秒时将对方球员朱荣振投出的球打飞，由此在其家乡完成职业联赛首秀，并贡献1次盖帽；之后，其在常规赛第十一轮对阵天津金狮的比赛第四节剩余24.5秒时取得其在职业联赛的首次得分。整体而言，纪祥在该赛季一直处于球队的边缘位置，其合共只在7场比赛中获得出场机会，总得分为4分。
赛季结束后，纪祥便离开了广东华南虎。随后，其于2019年10月5日在社交网络上发布长文，宣布因个人能力、伤病、心理压力及保护父亲等原因结束职业篮球员生涯。

### 国家队生涯
2011年7月18日，纪祥入选了国家体育总局篮球运动管理中心举办的2011年全国篮球U14训练营。2013年，其入选了由王建军执教的U14国少男篮，并前往澳大利亚参加比赛，期间司职后卫。

### 退役后生活及教练生涯
在山东金星青年队效力期间，纪祥就曾因为身上的零花钱已全数用尽而在队内客串了一个月的“助教”，以补贴生活。退役后，纪祥亦计划于青少年篮球业从业，随后担任了山东王者二队的教练，及于2019年12月26日被山东大学数学学院聘为兼职辅导员。
2020年，纪祥转任山东省三人篮球队助理教练，并于当年9月带队于成都参加了2020年全国三人篮球俱乐部精英赛。

## 人物

### 技术特点
纪祥被认为是具备了良好的运动天赋、球商及身体素质，而在青年队训练期间遭遇过伤病后，其依然保持了较好的体能。此外，其亦被认为是能在球场上“兢兢业业，十分努力”地比赛。

### 人物特点
- 纪祥的出生名为“纪子承”，取“子承父业”之意，后因“各方面原因”才改为现名。[1]
- 梯队及职业生涯期间始终被“因为父亲的关系”“做不好对不起父亲”等想法困扰，甚至在其接到入选U14国少队的通知时专门确认过与其父无关后才全力投入训练。[7]

### 球衣号码
- 8号：在山东金狮/山东金星少年队及青年队效力时使用的号码。[7]
- 39号：在广东华南虎效力时使用的号码。[7]

## 数据

### CBA常规赛
| 賽季    | 球隊       | GP | GS | MPG | FG%  | 3P% | FT% | RPG | APG | SPG | BPG | PPG |
| ------- | ---------- | -- | -- | --- | ---- | --- | --- | --- | --- | --- | --- | --- |
| 2018-19 | 广东华南虎 | 7  | 0  | 2.0 | 50.0 | 0.0 | 0.0 | 0   | 0   | 0   | 0.1 | 0.6 |

### CBA季后赛
| 賽季    | 球隊       | GP     | GS     | MPG    | FG%    | 3P%    | FT%    | RPG    | APG    | SPG    | BPG    | PPG    |
| ------- | ---------- | ------ | ------ | ------ | ------ | ------ | ------ | ------ | ------ | ------ | ------ | ------ |
| 2018-19 | 广东华南虎 | 未参加 | 未参加 | 未参加 | 未参加 | 未参加 | 未参加 | 未参加 | 未参加 | 未参加 | 未参加 | 未参加 |